# Čehoslovačka vaterpolska reprezentacija
Čehoslovačka vaterpolska reprezentacija predstavljala je državu Čehoslovačku u športu vaterpolu.

## Nastupi na velikim natjecanjima

### Olimpijske igre
- 1920.: osmina završnice
- 1924.: poluzavršnica
- 1928.: osmina završnice
- 1936.: 9. mjesto
- 1992.: 12. mjesto

### Europska prvenstva
- 1927.: 7. mjesto
- 1931.: 7. mjesto
- 1934.: 8. mjesto
- 1947.: 9. mjesto
- 1966.: 14. mjesto
- 1989.: 7. mjesto
- 1991.: 10. mjesto